# French Open 1999 (Badminton)
Die French Open 1999  im Badminton fanden in Paris vom 17. bis 21. März 1999 statt. Das Preisgeld betrug 10.000 USD.

## Austragungsort
- Halle Carpentier, Paris, France

## Sieger und Platzierte
| Disziplin    | Gold                       | Silber                         | Bronze                            |
| ------------ | -------------------------- | ------------------------------ | --------------------------------- |
| Herreneinzel | Chen Gang                  | Pullela Gopichand              | Ng Wei                            |
| Herreneinzel | Chen Gang                  | Pullela Gopichand              | Arturo Ruiz                       |
| Dameneinzel  | Zhou Mi                    | Aparna Popat                   | Woon Sze Mei                      |
| Dameneinzel  | Zhou Mi                    | Aparna Popat                   | Ella Karachkova                   |
| Herrendoppel | Anthony Clark Ian Sullivan | Michał Łogosz Robert Mateusiak | Mihail Popov Svetoslav Stoyanov   |
| Herrendoppel | Anthony Clark Ian Sullivan | Michał Łogosz Robert Mateusiak | Ma Che Kong Yau Tsz Yuk           |
| Damendoppel  | Gao Ling Qin Yiyuan        | Ang Li Peng Chor Hooi Yee      | Michaela Peiffer Katrin Schmidt   |
| Damendoppel  | Gao Ling Qin Yiyuan        | Ang Li Peng Chor Hooi Yee      | Chan Mei Mei Louisa Koon Wai Chee |
| Mixed        | Chen Gang Qin Yiyuan       | Ian Sullivan Gail Emms         | Pawel Uwarow Ella Karachkova      |
| Mixed        | Chen Gang Qin Yiyuan       | Ian Sullivan Gail Emms         | Ma Che Kong Louisa Koon Wai Chee  |

## Finalresultate
| Disziplin    | Sieger                     | Finalist                       | Ergebnis           |
| ------------ | -------------------------- | ------------------------------ | ------------------ |
| Herreneinzel | Chen Gang                  | Pullela Gopichand              | 15–8, 10–15, 15–10 |
| Dameneinzel  | Zhou Mi                    | Aparna Popat                   | 11–0, 11–2         |
| Herrendoppel | Anthony Clark Ian Sullivan | Robert Mateusiak Michał Łogosz | 15–11, 15–10       |
| Damendoppel  | Qin Yiyuan Gao Ling        | Ang Li Peng Chor Hooi Yee      | 15–0, 15–3         |
| Mixed        | Chen Gang Qin Yiyuan       | Ian Sullivan Gail Emms         | 15–12, 15–12       |